# Kościół św. Marii Magdaleny w Rudzie Śląskiej
Kościół świętej Marii Magdaleny w Rudzie Śląskiej – rzymskokatolicki kościół parafialny w Rudzie Śląskiej, w województwie śląskim. Należy do dekanatu Kochłowice archidiecezji katowickiej. Mieści się przy ulicy księdza Józefa Niedzieli, w dzielnicy Bielszowice.
Jest to świątynia wybudowana w 1883 roku dzięki staraniom ówczesnego proboszcza parafii w Bielszowicach, księdza Jana Hrubego. Konsekrowana pod koniec października tego samego roku. Projektantami budowli byli architekci Phillip i Traufeld z Gliwic. Budowla reprezentuje styl neogotycki. Przy kościele znajduje się od 1943 roku figura świętego Jana Nepomucena, prawdopodobnie pochodzi z 1744 roku.